# Plectromerus navassae
Plectromerus navassae är en skalbaggsart som beskrevs av Eugenio H.Nearns och Steiner 2006. Plectromerus navassae ingår i släktet Plectromerus och familjen långhorningar. Inga underarter finns listade i Catalogue of Life.